# DuPont
DuPont este o companie americană din industria chimică, a doua din lume după capitalizare (după BASF) și a patra după vânzări (după BASF, Dow Chemical și Ineos).
În anul 2008, cifra de afaceri a grupului a fost de 30 miliarde euro.

## Istoric
Compania DuPont a fost înființată de fiul ceasornicarului parizian Pierre Samuel du Pont de Nemours (1739-1817). 
Între ultimele materiale brevetate de DuPont se numără:
- Corianul, aliaj compus din aluminiu, polimeri acrilici și pigmenți ecologici, folosit la acoperirea suprafețelor și pereților;[7]
- SentryGlass, sticlă de cinci ori mai sigură decât sticla obișnuită, rezistența fiindu-i amplificată de o folie protectoare, laminată între două straturi de sticlă;[7]
- Membrana Tyvek utilizată în special la hidroizolarea acoperișurilor clădirilor și care permite evacuarea aburilor din locuință.[7]

## DuPont în România
Compania este prezentă și în România, prin subsidiara Pioneer Hi-Bred Seeds Agro. Aceasta a pus în funcțiune în august 2006 la Găneasa, județul Ilfov, cea mai mare fabrică de procesare a semințelor de porumb din Europa.